# Palau de Mirabell

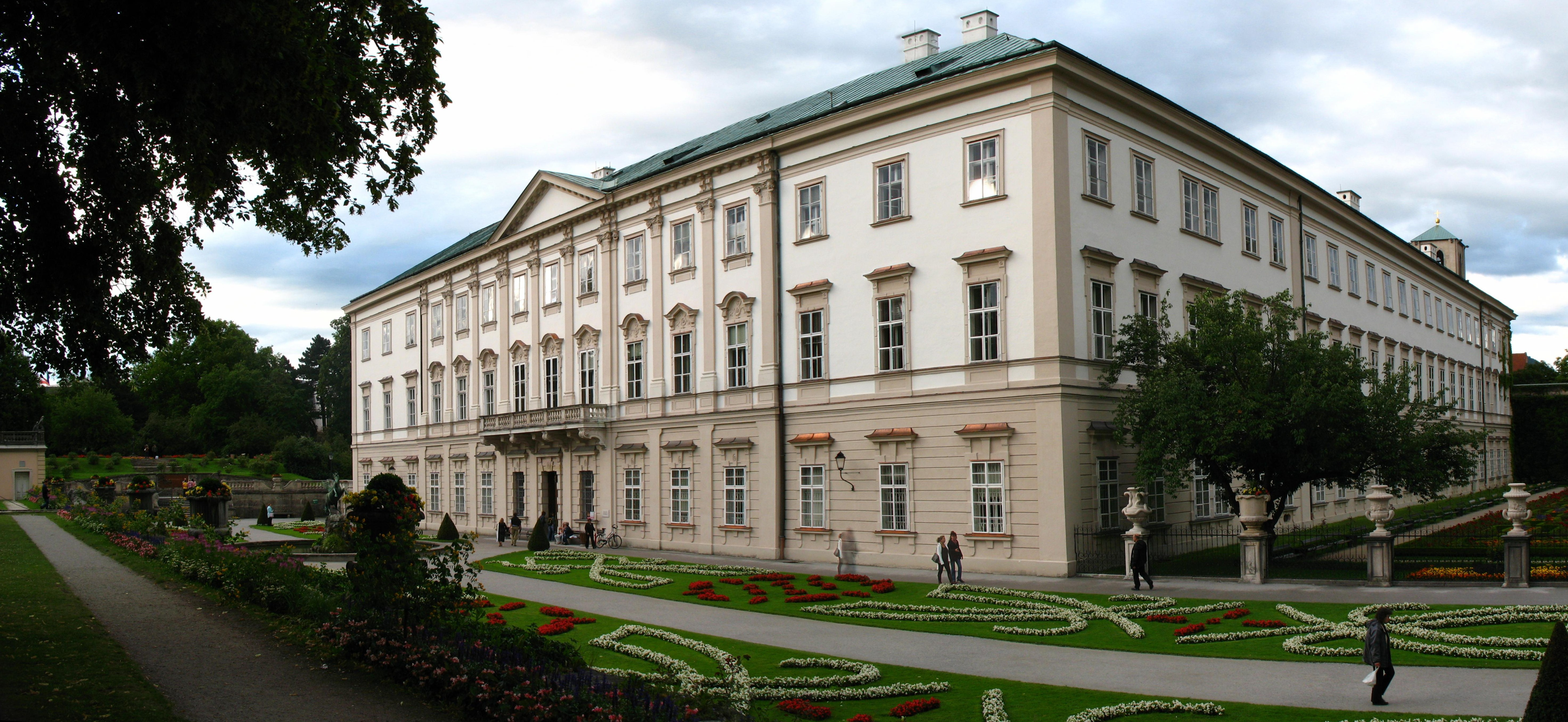
Façana principal

El palau de Mirabell (en alemany: Schloss Mirabell) és un edifici històric de la ciutat de Salzburg, Àustria. El palau i els seus jardins són monuments inclosos a les llistes de patrimoni cultural i són part del Centre Històric de la Ciutat de Salzburg segons el Patrimoni de la Humanitat de la UNESCO.

## Història
Va ser construït al voltant de 1606 fora de les muralles medievals de Salzburg d'acord amb els models italians i francesos, a instàncies del príncep-arquebisbe Wolf Dietrich Raitenau com a residència per a la seva amant Salome Alt. Quan Raitenau va ser deposat i arrestat el 1612, Alt i la seva família van ser-ne expulsats i el palau va rebre el seu nom actual. Va ser reconstruït en un luxós estil barroc el 1710, seguint un disseny de Johann Lukas von Hildebrandt. L'1 de juny de 1815, el qui seria més tard rei Otto de Grècia va néixer aquí, mentre el seu pare, el príncep de la Casa de Wittelsbach Ludwig I de Baviera servia com a estatúder a l'antic Electorat de Salzburg. El corrent  neoclàssic hi apareix al voltant de 1818, quan el lloc va ser restaurat després d'un incendi.
En els seus jardins hi ha geomètricament disposades estàtues de tema mitològic que daten de 1730 i quatre grups d'escultures (Enees, Hèrcules, Paris i Plutó) per l'escultor italià Ottavio Mosto, de 1690. Destaca també pels seus dissenys amb boix.

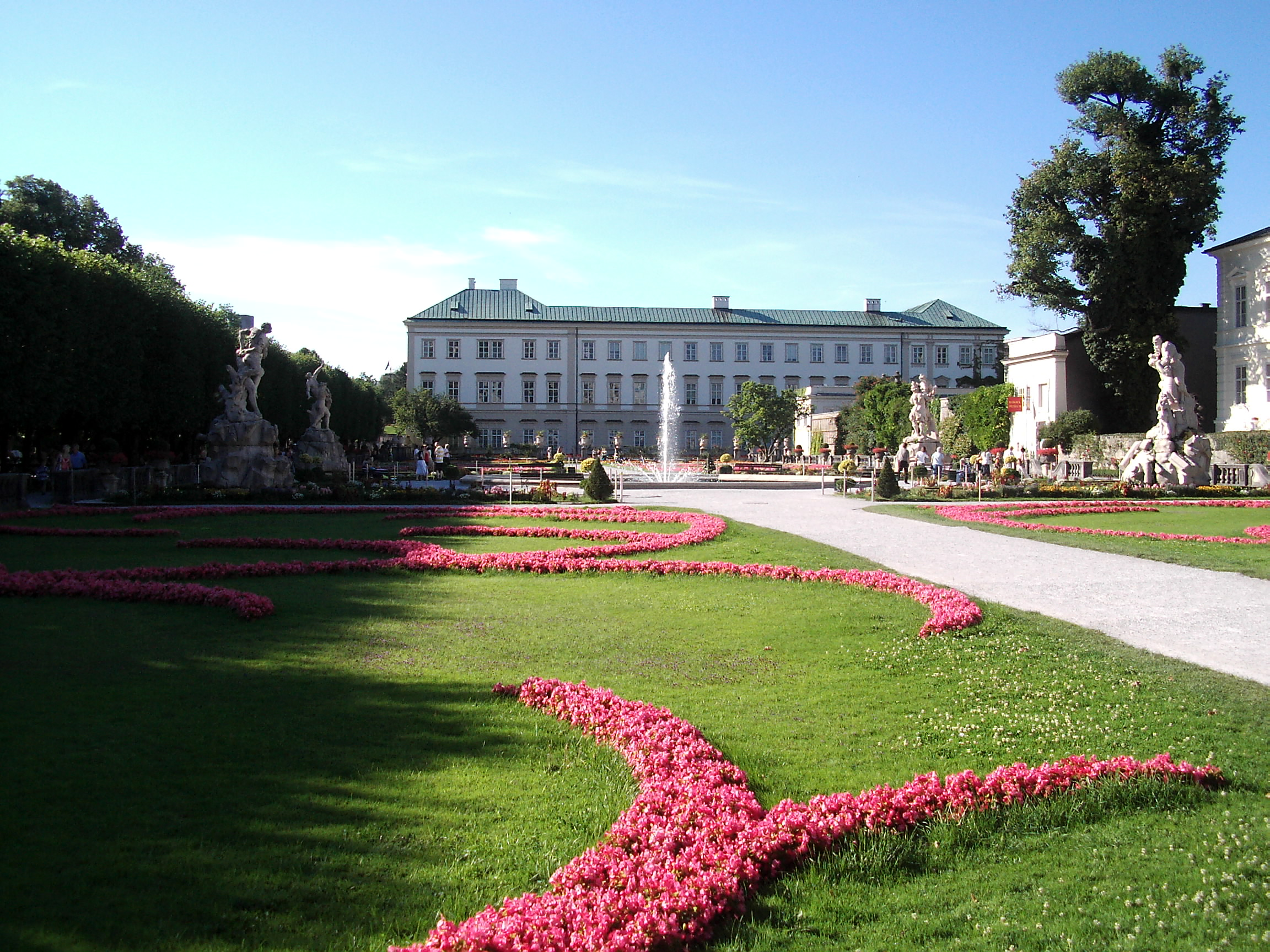
Jardins

## Pel·lícules
Diverses escenes de la pel·lícula Somriures i llàgrimes es van registrar aquí. Maria i els nens canten 'Do-Re-Mi' mentre ballen al voltant de la font dels cavalls seguint els passos com una escala musical.

## Altres usos
El palau de Mirabell és també un lloc popular per a casaments.